# Estación de San Juan de Nieva
San Juan de Nieva (San Xuan según la nomenclatura de Renfe) es una estación de ferrocarril situada en el municipio español de Castrillón, en el Principado de Asturias. Es cabecera de la línea C-3 de Cercanías Asturias. Cumple también funciones logísticas.

## Situación ferroviaria
Se encuentra en el punto kilométrico 20,691 de la línea férrea de ancho ibérico que une Villabona de Asturias con San Juan de Nieva a 3 metros de altitud. El tramo es de vía única y está electrificado.

## Historia
La estación fue abierta al tráfico el 1 de julio de 1894 con la puesta en marcha del tramo Avilés-San Juan de Nieva de la línea que unía esta última con Villabona de Asturias. Las obras corrieron a cargo del Conde  Sizzo-Noris que recibió el encargo de Norte que había obtenido la concesión de la línea en 1886. En 1941, la nacionalización del ferrocarril en España supuso la desaparición de esta última y su integración en la recién creada RENFE. 
Desde el 31 de diciembre de 2004 Renfe Operadora explota la línea mientras que Adif es la titular de las instalaciones ferroviarias.

## Servicios ferroviarios

### Cercanías
Es cabecera de la línea C-3 de Cercanías Asturias. La frecuencia habitual de trenes en esta línea es de un tren cada 30-60 minutos, aunque solo aproximadamente la mitad llegan a la estación de San Xuan, mientras que el resto finaliza su trayecto en Avilés.
| procedencia/destino | < estación | Línea | estación > | destino/procedencia |
| ------------------- | ---------- | ----- | ---------- | ------------------- |
| Terminal            | Terminal   |       | Avilés     | Llamaquique         |